# Смородинка (Міас)
Смородинка (рос. Смородинка) — село, підпорядковане місту Міас Челябінської області Російської Федерації.
Населення становить 1319 осіб (2010).

## Історія
Згідно із законом від 26 серпня 2004 року органом місцевого самоврядування є Міаський міський округ.

## Населення
| 2002 | 2010  |
| ---- | ----- |
| 1256 | ↗1319 |